# Juliet Simms
Juliet Simms (São Francisco, 26 de fevereiro de 1986) é uma cantora e compositora norte-americana. Ela também é a vocalista e guitarrista da banda Automatic Loveletter desde 2003.

## Biografia

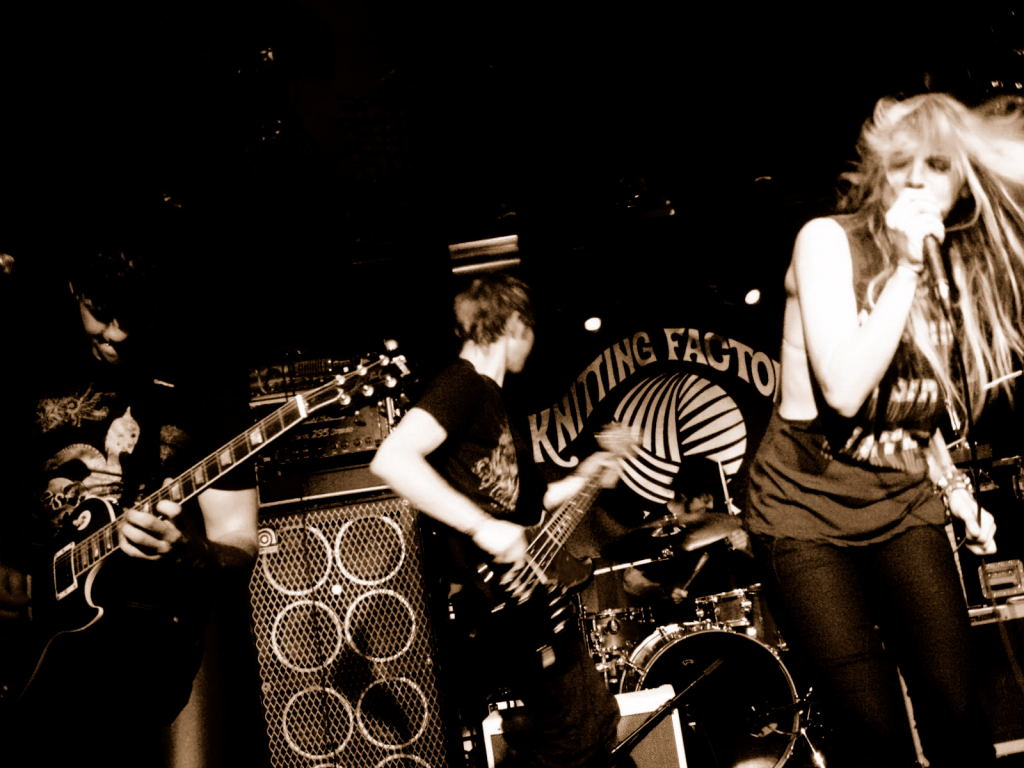
Juliet Simms ao vivo com Automatic Loveletter

Juliet Nicole Simms nasceu em São Francisco, Califórnia. Quando ela tinha cerca de 9 anos de idade, mudou-se para Clearwater, Florida, onde seus pais estavam ativamente envolvidos com a Igreja da Cientologia. Com 15 anos, mudou-se para Los Angeles, Califórnia, para iniciar sua carreira musical.
Desde 2003 é vocalista e guitarrista da banda Automatic Loveletter.

## The Voice
Juliet Simms concorreu na temporada  de 2012 do reality show The Voice. Ela cantou "Oh! Darling" dos Beatles para sua audição. Simms avançou para as rodadas ao vivo depois de derrotar Sarah Golden em um dueto. Em seu primeiro show ao vivo, ela cantou "Roxanne", de The Police, que atingiu a posição 86 na Billboard Hot 100.
Durante as quartas-de-final, Simms cantou "Cryin'" de Aerosmith. Ela foi a única concorrente feminina a avançar para as finais. Para o final, ela cantou "Free Bird" de Lynyrd Skynyrd, ficando em segundo lugar atrás de Jermaine Paul.

## Vida pessoal
Em 16 de abril de 2016, Simms se casou com o vocalista do Black Veil Brides, Andy Biersack.

## Discografia

### Solo Singles
- "Wild Child" (2012)

### Colaborações
- "Theatre of Robots" de LoveHateHero (2005)
- "Lose It" de Cartel (2007)
- "Remembering Sunday" de All Time Low (2007)
- "Fix You" de Secondhand Serenade (2009)
- "Take Me Home Tonight" de Every Avenue (2010)
- "Lost It All" de Black Veil Brides (2013)
- "I Dream About You" de Simple Plan (2016)